# Ljutak
Ljutak (lat. Cladium), manji biljni rod trajnica s tri priznate vrste iz porodice šiljovki. Poglavito rastu po Americi, dok je močvarni ljutak (Cladium mariscus) raširen i po Europi (uključujući i Hrvatsku) i po Aziji.
Mnoge vrste koje su nekada uključivane u rod Cladium danas se vode pod rodom Machaerina i još nekim rodovima

## Vrste
1. Cladium costatum Steyerm.
2. Cladium mariscoides (Muhl.) Torr.
3. Cladium mariscus (L.) Pohl

## Vanjske poveznice
|  | Zajednički poslužitelj ima još gradiva o temi Cladium |
|  | Wikivrste imaju podatke o taksonu Cladium             |